# Cryphia paulina
Cryphia paulina är en fjärilsart som beskrevs av Otto Staudinger 1891. Cryphia paulina ingår i släktet Cryphia och familjen nattflyn. Inga underarter finns listade i Catalogue of Life.